# Daphne und Noa
Daphne und Noa ist ein deutscher Kurzfilm von Simon Steinhorst aus dem Jahr 2011. In Deutschland feierte der Film am 28. April 2012 bei den Internationalen Kurzfilmtagen in Oberhausen Premiere.

## Handlung
Das kleine Mädchen Noa berichtet gesanglich von seiner Familie; genauer gesagt von seiner Mutter Miriam, seiner anderen Mutter Sylvia und der Schwester Daphne.

## Kritiken
„Wir hören zwei kleine Mädchen von ihrem Leben singen: Es geht um große Themen wie Adoption, Patchwork-Familie und um alltägliche Dinge wie die Schwester, die ins gemeinsame Bett pinkelt. Der Regisseur und sein Team verstehen es, die sprachliche Wirklichkeit der Kinder visuell virtuos umzusetzen.
Die sprühende Kreativität der Kinder findet in der bunten Zeichenanimation eine eigenständige Entsprechung. Ihr selbstvergessenes Singen setzt einen assoziativen Zeichenprozess in Gang. Die Animation besticht dabei durch ihren auf die Kindererzählung abgestimmten, rasanten Rhythmus und ihre scheinbare Einfachheit.“

## Auszeichnungen
Internationale Kurzfilmtage Oberhausen 2012
- Förderpreis des NRW-Wettbewerbs